# Crassula closiana
Crassula closiana ((Gay) Reiche, 1898) è una pianta succulenta appartenente alla famiglia delle Crassulaceae, originaria di Australia, Messico e Sud America. Precedentemente nota come Tillaea closiana (Gay, 1847) è stata definitivamente inserita nel genere Crassula nel 1898.

## Descrizione

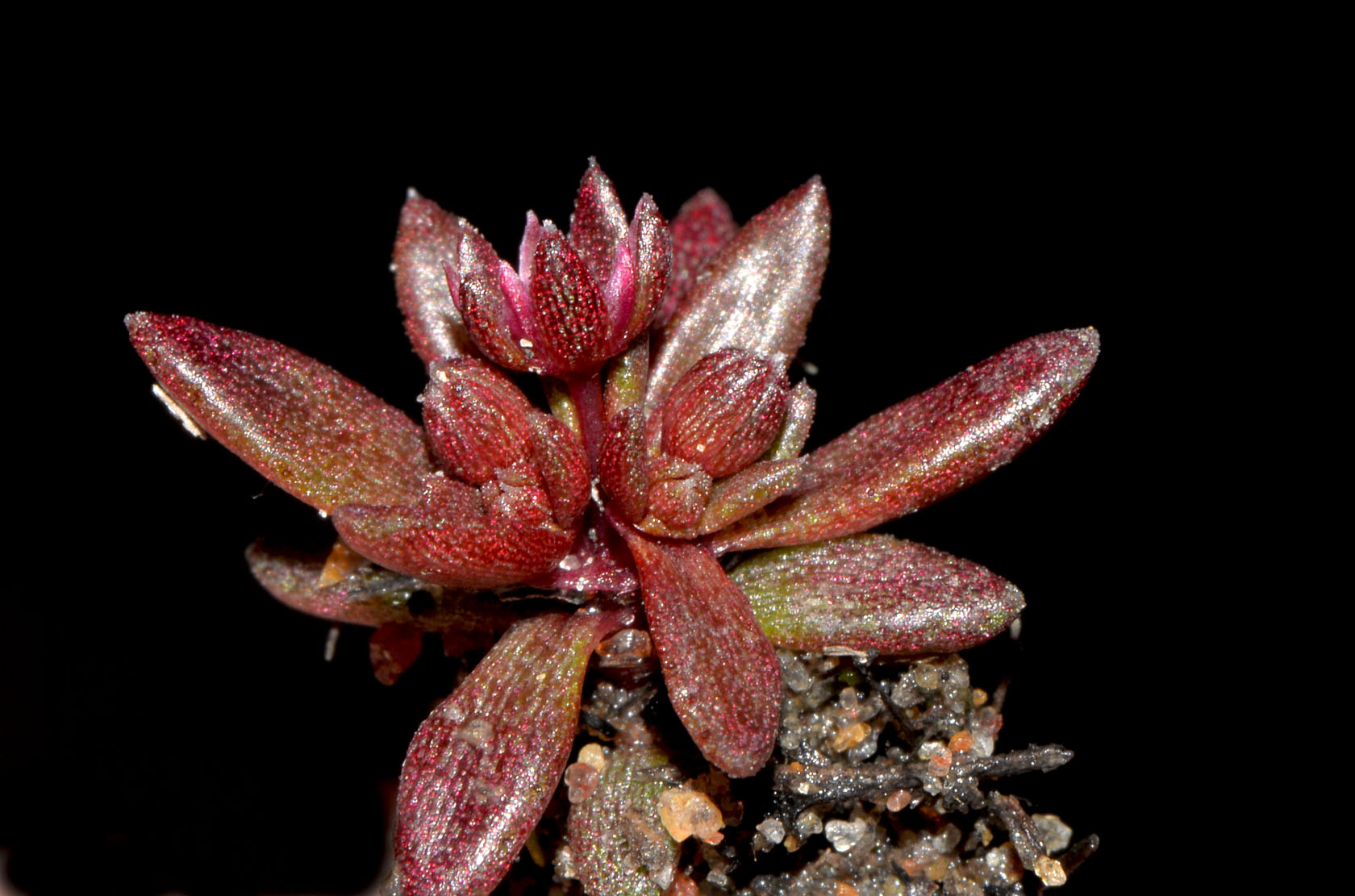
Esemplare di C. closiana.

C. closiana è una pianta annuale formata da steli eretti che possono raggiungere i 10 centimetri d'altezza, raramente ramificati a partire dai due nodi inferiori.
Le foglie carnose, di colore da verde a rosso scuro, sono di forma da oblanceolata ad ellittica e misurano tra 2,4 e 12 mm in lunghezza per 0,8–4 mm in larghezza. Gli apici hanno forma da ottusa ad arrotondata, raramente acuta, il profilo convessa.
L'infiorescenza a tirso, che si sviluppa tra agosto ed ottobre, è sorretta da un peduncolo lungo circa 3 cm e ramifica solitamente in 2 o 3 dicasia, alle quali sono uniti i fiori, pentameri e sessili.
Il calice è formato da 5 sepali carnosi dalla forma da triangolare a lanceolata e lunghi 1,5-2,5 mm, con delle estremità acute e ricoperte da papille vescicolari, di colore da verde a rosso. La corolla, a forma di coppa, e formata da 5 petali dal colore bianco-crema, lunghi 1,2–2 mm, di forma oblungo-lanceolata e con le estremità acute.
I frutti sono dei follicoli eretti, dalla superficie liscia, ed uniti alla pianta attraverso un pedicello lungo circa 18 mm, che rilasciano i semi attraverso un foro apicale. Questi sono lunghi circa 0,25-0,32 mm e presentano delle creste longitudinali coperte da fini papille.
Infine vi sono alcune differenze morfologiche tra le popolazioni sudamericane e quelle australiane: quest'ultime presentano margine fogliare papilloso, a differenza degli esemplari provenienti dal Sud America, nei quali il margine è di tipo serrulato.

## Distribuzione e habitat
C. closiana è suddivisa in due areali separati fra loro: la si può infatti trovare sia in Australia che nelle Americhe. In Australia è principalmente diffusa nella parte meridionale dell'isola, difatti la si può trovare negli stati federati di Australia Occidentale, Meridionale, Victoria e sull'isola della Tasmania.
Cresce principalmente su terreni argillosi o sabbiosi, frequentemente in associazione con esemplari di Crassula decumbens, molto simili a C. closiana ma che differiscono nella forma delle infiorescenze, a umbella.